# BBC 1974
BBC 1974 Londres oder Londres BBC 1974 ist ein Livealbum der französischen Progressive-Rock- und Zeuhl-Gruppe Magma. Es wurde am 14. März 1974 im Langham Studio der BBC in London aufgezeichnet und am 1. Oktober 1999 bei Seventh Records veröffentlicht.

## Inhalt
Das Album enthält zwei der wichtigsten Titel aus Magmas Werk: Theusz Hamtaahk und Köhntarkösz. Letzterer ist hier in einer strukturell noch nicht vollendeten Versionen, mit Sequenzen die später anders arrangiert oder gestrichen wurden. Die Aufnahmen wurden für eine Radiosendung mit einer reduzierten Besetzung der Band gemacht, die auf die sonst üblichen Violine, Synthesizer und Begleitgesang verzichtet, und die sängerische Leistungen von Blasquiz und Vander stärker in den Vordergrund stellt.

## Titelliste
1. Theusz Hamtaahk – 30:03
2. Köhntarkösz – 27:26

## Rezeption
Kristian Selm vom Musikportal BetreutesProggen.de hält besonders „Work In Progress-Versionen“ der beiden Songmonolithen Köhntarkösz und Theusz Hamtaahk für interessant: „… hier [ist] noch einiges im Fluss, ist vieles noch nicht final durchkomponiert … Doch gerade dadurch wirken diese historischen Zeugnisse unberechenbarer, offener und ungestümer, voll von ungezügelter Energie und spannenden, düsteren Soloparts an Gitarre und Fender Rhodes. Theusz Hamtaahk ist ebenfalls noch in einem gewissen Entwicklungsstadium und beinhaltet eine Coda, die wenig später fallen gelassen wurde.“ Negativ bewertet er „Die Soundqualität ist nicht immer bestens, mitunter etwas verwaschen, wie vor allem in den ruhigen Passagen …“ Abschließend lobt er aber die „unbändige, mitreißende Dynamik“ der Aufführung und den Charakter der Veröffentlichung als historischen Dokument.
Wenige Tage später am 17. März gab Magma ein Konzert im Londoner Marquee Club essen Mitschnitt 2018 als Doppel-CD Marquee Club 1974 veröffentlicht wurde.